# Trilabiatus labiatus
Trilabiatus labiatus är en rundmaskart. Trilabiatus labiatus ingår i släktet Trilabiatus och familjen Panagrolaimidae. Inga underarter finns listade i Catalogue of Life.